# Electro Body
Electro Body – komputerowa gra platformowa wydana w Polsce w 1992 roku na platformę DOS przez studio xLand. Na rynek amerykański gra została wprowadzona przez Epic MegaGames w 1993 roku jako Electro Man z trybem graficznym ograniczonym wyłącznie do kart VGA i bez zabezpieczenia przed kopiowaniem.
Autorami Electro Body byli Maciej Miąsik oraz Janusz Pelc – współwłaściciele firmy xLand, rzeszowscy programiści i twórcy gier komputerowych pracujący wówczas w Krakowie. W tworzeniu gry brali udział także producent Marek Kubowicz oraz twórca muzyki Daniel Kleczyński.
Electro Body uważana jest za pierwszą profesjonalnie wydaną polską grę na komputery PC; zdobyła ona dużą popularność w Polsce i doczekała się wydania za granicą przez dużego dystrybutora. W wiele lat po wydaniu określano ją mianem „kultowej”. Od 2006 roku dostępna jest jako freeware.
W 2014 roku, z okazji 22-lecia gry, Electro Body została wydana w limitowanej edycji kolekcjonerskiej przez firmę IQ Publishing; do gry dołączona była płyta z muzyką oraz numerowany certyfikat.

## Rozgrywka
Akcja Electro Body rozgrywa się w przyszłości. Główny bohater, o imieniu Jacek, przeżywa najazd Obcych na bazę kosmiczną, podczas którego ponoszą śmierć jego bliscy. Zamierzając dokonać zemsty na agresorach, powraca do podbitej bazy jako cyborg wyposażony w nowoczesne uzbrojenie, aby odbić ją z rąk najeźdźców.
Gra podzielona jest na szereg poziomów, a na każdym z nich celem jest odnalezienie trzech układów elektronicznych i wykorzystanie ich do aktywacji dużego teleportera służącego do przejścia na następny poziom. W oryginalnej wersji gry po ukończeniu każdego poziomu pojawia się zabezpieczenie przed piractwem – aby przejść dalej, należy podać literę znajdującą się na danej pozycji w instrukcji.
Baza pełna jest niebezpieczeństw, takich jak roboty obronne czy działka strażnicze. Kontakt z wystrzeliwanymi przez nie pociskami powoduje śmierć bohatera. Każdy poziom zawiera szereg punktów kontrolnych; po śmierci bohater pojawia się ponownie przy ostatnim dotkniętym punkcie kontrolnym. W bazie porozmieszczane są też teleportery, przenoszące bohatera w inne miejsce poziomu.
Do walki służy bohaterowi gry karabin, którego siła rażenia zwiększana jest przez zbieranie specjalnych bateryjek. Wskaźnik w prawym dolnym rogu ekranu pokazuje moc karabinu; im bardziej wypełniony wskaźnik, tym potężniejsze są wystrzeliwane pociski. Jednak karabin ma ograniczoną ilość amunicji – po wyczerpaniu się pocisków jego moc spada o kolejny stopień. Ponadto im wyższa siła rażenia karabinu, tym bardziej rozgrzewa się on przy każdym strzale – zmusza to do czekania na ochłodzenie się broni i ogranicza jej szybkostrzelność. Dotknięcie punktu kontrolnego powoduje spadek mocy rażenia broni z powrotem do zera.

## Produkcja
Według wspomnień Macieja Miąsika gra powstała z inicjatywy Marka Kubowicza, założyciela xLandu, który zaproponował Miąsikowi i Januszowi Pelcowi stworzenie pierwszej gry dla jego firmy. Produkcja całej gry trwała 9 miesięcy. Pelc i Miąsik wspólnie zaprojektowali i zaprogramowali grę, stworzyli także jej grafikę. Ponieważ autorzy mieli trudności z narysowaniem twarzy głównego bohatera, postanowili dodać mu hełm całkowicie zakrywający twarz. Tytuł gry zainspirowany został gatunkiem muzycznym electronic body music; gatunek ten posłużył także za wzór dla oprawy muzycznej gry, stworzonej przez Daniela Kleczyńskiego.
Electro Body została wydana w sposób profesjonalny, na wzór gier zachodnich; w pudełku znalazła się instrukcja, kartka z opisem klawiszy sterujących oraz kaseta magnetofonowa, na której nagrano muzykę z gry, dzięki czemu także gracze bez kart dźwiękowych mogli się cieszyć oprawą muzyczną. W ówczesnych warunkach przygotowanie opakowań nie było prostą sprawą; pudełka były ręcznie foliowane za pomocą kuchennej zgrzewarki i tostera. Tył pudełka ozdabiały obrazki z gry zrobione za pomocą aparatu fotograficznego. Firma xLand przygotowała też mające promować grę plakaty i reklamy radiowe.
W polskim wydaniu Electro Body odznaczała się niewielkimi wymaganiami sprzętowymi: działała na każdej wówczas dostępnej karcie graficznej – od starego Herculesa po karty VGA, a ponadto współpracowała z rozmaitymi urządzeniami dźwiękowymi, takimi jak Sound Blaster, PC Speaker czy Covox. Gra ukazała się także w specjalnym wydaniu z dołączonym gotowym przetwornikiem Covox.
Autorzy Electro Body, mając nadzieję na jej wydanie na Zachodzie, wysłali pocztą dyskietki z grą do siedziby Epic MegaGames. Firma wyraziła zainteresowanie i przedstawiciele xLand spotkali się w Rotterdamie z Markiem Reinem. W wyniku negocjacji grę wydano na Zachodzie pod nazwą Electro Man. W tej wersji gry dokonano kilku zmian: m.in. usunięto zabezpieczenia antypirackie, a jedynym obsługiwanym trybem graficznym było VGA.
Firma xLand planowała stworzenie drugiej części gry; Electro Body 2 miała zawierać m.in. sprite’y przygotowane za pomocą programów do tworzenia grafiki 3D. Według opisu Macieja Miąsika gra miała być „militarną platformówką 2D, opartą o nowy silnik pozwalający na wielopłaszczyznowy (do 9 planów) scrolling równoległy i fajne efekty”. Ostatecznie jednak Electro Body 2 nie powstała.

## Odbiór gry
Electro Body spotkała się w Polsce z pozytywnym przyjęciem i wysokimi ocenami. Redaktor czasopisma „Top Secret” przyznał grze ocenę 3/5, chwaląc grafikę i muzykę. Nazwał ją „najlepszą, jak dotąd, polską grą na PC-ta”. W czasopiśmie „PC World Komputer” pochwalono „opakowanie, którego nie powstydziłaby się żadna zachodnia firma”, a szatę graficzną określono jako „wspaniałą”. Jacek Maciejewski z pisma „PC Magazine Po Polsku” również pozytywnie wyraził się o grafice i udźwiękowieniu w Electro Body i zaliczył ją do gier „na dosyć wysokim poziomie”, krytykując jedynie męczące zabezpieczenia przed piratami. Recenzent „Świata Gier Komputerowych” uznał, że gra „dobrze świadczy o stanie polskiej sztuki programowania”.
Opinie zagranicznych recenzentów były bardziej mieszane. Redaktor niemieckiego czasopisma „PC Games” uznał, że gra dorównuje klasą produkcjom firmy Apogee Software i wyraził się pozytywnie o jakości grafiki. Jednak recenzent pisma „PC Player” ocenił grę nisko, krytykując sterowanie i brak przewijania ekranu. Redaktor czasopisma „PC Joker” także ujemnie ocenił sterowanie, ponadto krytykując jakość grafiki i animacji; gra jako całość otrzymała ocenę 28% na 100% możliwych.
Po latach Electro Body była uważana za istotną w historii polskich gier komputerowych; publicysta serwisu GameZilla.pl określił ją jako „pierwszy poważny podryg polskich twórców gier”. Bartłomiej Kluska, publicysta piszący o historii polskich gier, uznał ją za pierwszą poważną polską produkcję na komputer PC i dobrze oceniał jej grafikę oraz „dbałość o detale”.
W 2014 roku polski serwis internetowy 1ndie World, poświęcony niezależnym grom komputerowym, ogłosił konkurs o nazwie „The Jam” na stworzenie gry inspirowanej Electro Body. Nagrodą w konkursie była m.in. promocja reklamowa zwycięskiej gry, sponsorowana przez serwis Gry-Online. Zwycięzcą konkursu została gra Ego Protocol.